# Production de cacao en Côte d'Ivoire
La Côte d'Ivoire est le premier producteur et exportateur mondial de fèves de cacao utilisées dans la fabrication du chocolat, produisant en 2024 45 % du cacao mondial,.

## Quantités produites et marchés
L'Afrique de l'Ouest assure à elle seule les deux tiers de la production mondiale de cacao. La Côte d'Ivoire en est le plus grand producteur, avec 1,8 million de tonnes en 2017. Les pays voisins, tels que le Ghana, le Nigéria, le Cameroun et le Togo, contribuent à hauteur de 1,55 million de tonnes supplémentaires,,. La Côte d'Ivoire dépasse le Ghana comme premier producteur mondial de fèves de cacao en 1978, et dépend aujourd'hui fortement de cette culture, qui représente 40 % des revenus d'exportation nationaux,.
L'Indonésie, principal concurrent hors d'Afrique de la Côte d'Ivoire, a transformé son industrie cacaoyère, passant d'une quasi-absence dans les années 1970 à l'un des principaux producteurs mondiaux au début des années 2000. D'après l'Organisation des Nations unies pour l'alimentation et l'agriculture, l'Indonésie a surpassé le Ghana en 2006, devenant le deuxième plus grand producteur de cacao à l'échelle mondiale. La World Cocoa Foundation présente des chiffres bien plus bas pour l'Indonésie, tout en reconnaissant qu'elle est le principal producteur de fèves de cacao en dehors de l'Afrique de l'Ouest.
Les grands producteurs de chocolat tels que Cadbury, Hershey's et Nestlé achètent des contrats à terme et des options sur le cacao ivoirien via Euronext, où sont fixés les prix mondiaux.
En 2022, la Côte d'Ivoire est resté le premier exportateur mondial de fèves de cacao, avec des exportations s'élevant à 3,33 milliards de dollars. Les principaux marchés pour le cacao ivoirien étaient les Pays-Bas, la Belgique, les États-Unis, la Malaisie et l'Allemagne. De plus, le Brésil, le Canada et le Mexique ont enregistré la croissance la plus rapide en tant que marchés d'exportation entre 2021 et 2022. Bien que la Côte d'Ivoire soit un exportateur majeur, elle importe une quantité relativement faible de fèves de cacao, principalement en provenance des Émirats arabes unis, de France, du Ghana et de Belgique. Des entreprises de premier plan, telles que Barry Callebaut, ont joué un rôle crucial dans l'exportation des fèves de cacao de Côte d'Ivoire vers les États-Unis en 2023.

## Production

### Cacaoyer

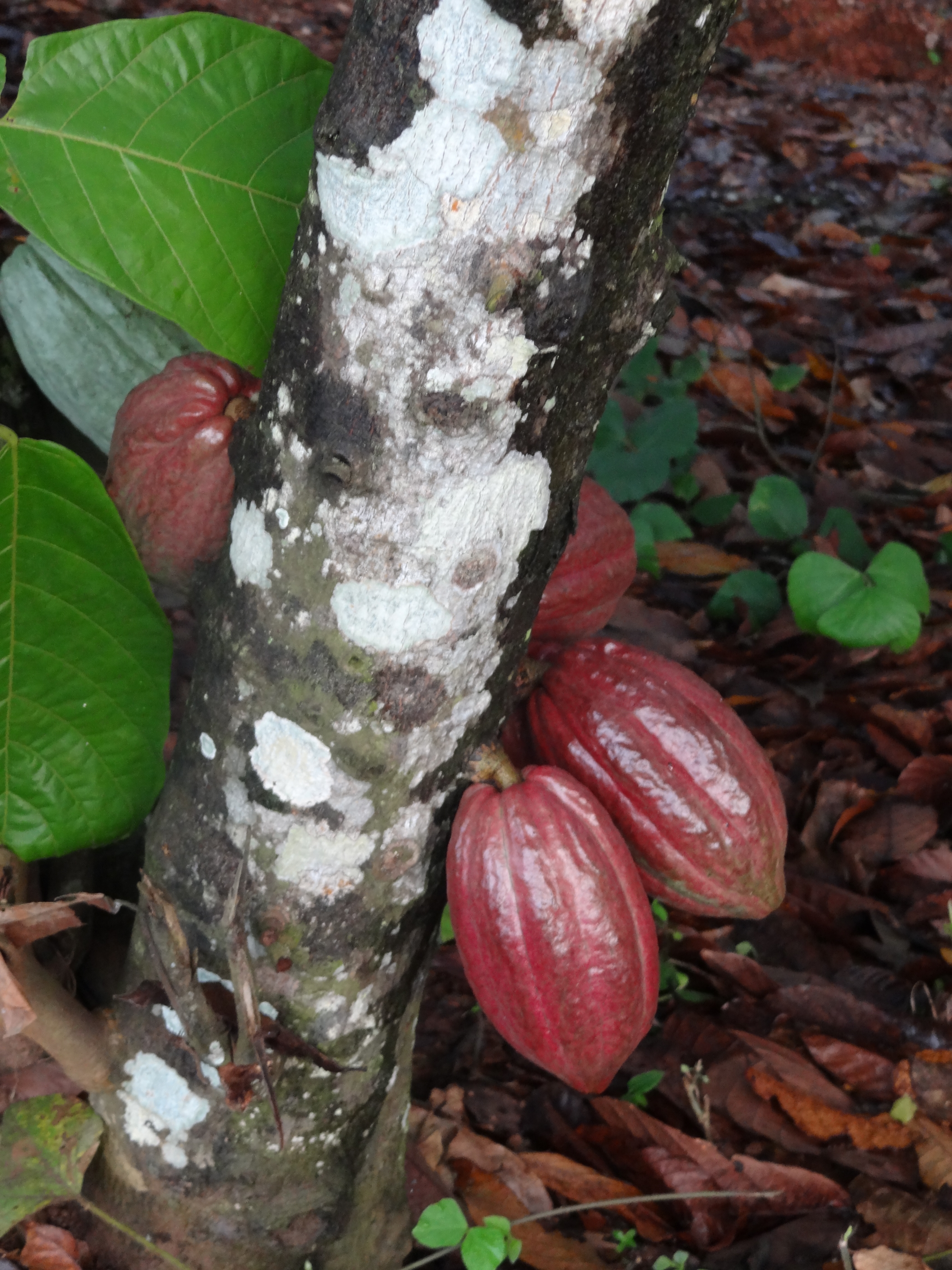
Cabosses de cacao sur un arbre en Côte d'Ivoire

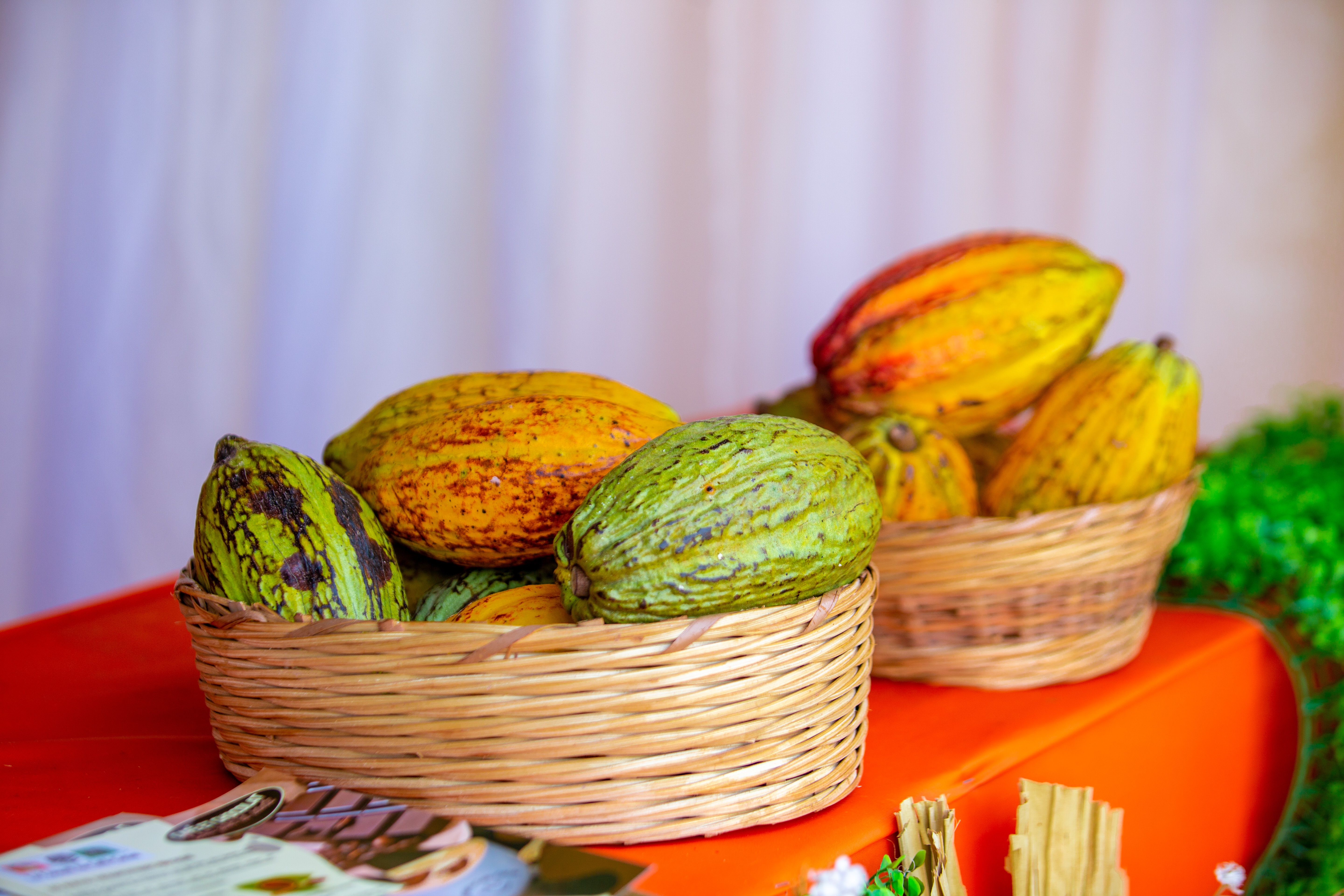
Exposition de cabosses de cacao au Femua 17

Le Theobroma cacao est le plus cultivé. Il est originaire des forêts tropicales d'Amérique du Sud. Il se développe à faible altitude dans les contreforts des Andes ainsi que dans les vastes bassins fluviaux équatoriaux, tels que ceux de l'Amazonie et de l'Orénoque. Cet arbre est bien adapté aux régions de Zulu qui présentent de faibles altitudes, des sols fertiles et une humidité tropicale constante, conditions idéales pour sa culture.

### Culture
La culture est pratiquée en Côte d'Ivoire principalement par de petits exploitants agricoles qui plantent sur 1 à 3 hectares. Les cabosses contenant les fèves sont récoltées une fois qu'un nombre suffisant d'entre elles sont mûres. Elles sont ensuite ouvertes pour séparer les graines et la pulpe de la coque extérieure. Les graines et la pulpe sont généralement laissées à fermenter sur place à la ferme, avant d'être séchées dans un lieu centralisé. Les graines séchées sont achetées par un collecteur ou acheteur itinérant, qui parcourt les villages d'une région pour peser, acheter et rassembler la récolte. Le collecteur transporte ensuite les graines vers un entrepôt temporaire situé dans une grande ville, où les principaux exportateurs les achètent et organisent leur expédition depuis la Côte d'Ivoire.
Le processus complet nécessite l'engagement de nombreux acteurs, allant de l'agriculteur propriétaire des plantations à ses ouvriers, souvent des membres de sa famille, ainsi qu'à d'autres habitants du village impliqués dans la récolte des cabosses et la fermentation des graines. Ensuite, les acheteurs locaux et les intermédiaires jouent un rôle important, reliant ces acheteurs aux exportateurs qui assurent finalement l'acheminement de la récolte vers les navires d'exportation. Avec environ deux millions d’enfants impliqués dans la culture du cacao en Afrique de l’Ouest, principalement au Ghana et en Côte d’Ivoire, l’exploitation et le trafic d’enfants ont été des préoccupations majeures en 2018,. Toutefois, les efforts internationaux pour améliorer les conditions de vie des enfants ont échoué en raison de la pauvreté persistante, du manque d'accès à l'éducation, de la demande mondiale croissante en cacao, de l'intensification de sa culture et de la persistance de l'exploitation du travail des enfants,.

### Travail des femmes
Les femmes effectuent environ 70 % du travail dans les plantations de cacao et reçoivent environ 20 % des revenus. 25 % des propriétaires fonciers sont des femmes. Pour remédier à cette disparité, Fairtrade Africa a lancé la Women's School of Leadership.

### Travail des enfants
La Côte d'Ivoire et d'autres pays producteurs de cacao en Afrique de l'Ouest sont vivement critiqués en Occident pour l'utilisation du travail des enfants dans la production de cacao, destiné aux entreprises de chocolat occidentales. Ces critiques visent particulièrement les pratiques en Côte d'Ivoire. Le rapport de 2001 intitulé « A Taste of Slavery: How Your Chocolate May be Tainted » met en lumière ces problèmes,,, affirme que les trafiquants promettent un travail rémunéré, un logement et une éducation aux enfants qui sont ensuite forcés de travailler et de subir de graves abus, que certains enfants sont détenus de force dans des fermes et travaillent jusqu'à 100 heures par semaine, et que ceux qui tentent de s'échapper sont battus,,. Un article de la BBC rapportait que 15 000 enfants maliens, certains âgés de moins de 11 ans, travaillaient dans des conditions proches de l'esclavage dans la production de cacao en Côte d'Ivoire. Le directeur du Fonds Save the Children au Mali a décrit la situation en évoquant « de jeunes enfants portant des sacs de cacao de 6 kg, si lourds qu'ils souffrent de blessures sur leurs épaules.»,. En 2001, l'Association des fabricants de chocolat reconnait que des esclaves récoltaient du cacao,.
En avril 2018, le rapport du Baromètre du cacao, portant sur cette industrie de 100 milliards de dollars, déclarait ceci concernant la situation du travail des enfants en Afrique de l'Ouest : « Aucune entreprise ni aucun gouvernement n'est proche d'atteindre l'objectif de l'élimination du travail des enfants dans ce secteur, et encore moins de respecter l'engagement de réduire de 70 % le travail des enfants d'ici 2020. » Un autre rapport, publié plus tard la même année par New Food Economy, soulignait que les systèmes de surveillance et de remédiation du travail des enfants mis en place par l'Initiative internationale pour le cacao et ses partenaires avaient montré une certaine utilité, mais qu'ils « ne couvraient actuellement que moins de 20 % des plus de deux millions d'enfants concernés »,.
Des initiatives menés par les organisations de lutte contre le travail des enfants tels que Save the Children ou International Cocoa Initiative ont permis, avec le soutien du gouvernement ivoirien, de rétirer 2000 enfants des champs de Cacao,,.

## Impacts environnemental
Selon l'Union européenne et le ministère ivoirien des Forêts, plus de 80 % des forêts de Côte d'Ivoire ont disparu entre 1960 et 2010. Le cacao est considéré comme la principale cause de cette déforestation, et une grande partie du cacao exporté du pays est cultivée illégalement dans des réserves forestières protégées et des parcs nationaux. Dans ces zones « protégées », les habitats forestiers ont été fortement dégradés en raison des producteurs de cacao qui envahissent illégalement ces espaces, défrichent la végétation, plantent du cacao et brûlent les racines des arbres les plus grands afin d'augmenter l'exposition des cacaoyers à la lumière solaire. La production de cacao et l'accaparement d'une grande partie des forêts tropicales de Côte d'Ivoire menace gravement la faune sauvage. Autrefois, la Côte d'Ivoire était reconnue à l'international comme un véritable joyau de la biodiversité dans la région forestière guinéenne d'Afrique de l'Ouest, se distinguant par sa richesse biologique et la diversité de ses espèces endémiques. Cependant, l'expansion de la production illégale de cacao a radicalement dégradé cette situation. La déforestation résultant de la production de cacao se produit également dans les plus grands habitats de chimpanzés restants en Côte d’Ivoire. Des études sur l’impact de la production de cacao sur les populations de primates dans les zones protégées ont révélé que 13 des 23 zones protégées étudiées avaient perdu toutes leurs populations de primates.
Une zone en particulier, le parc national du Mont Peko, subit une déforestation significative en raison de la production de cacao. Avec environ 10 000 tonnes produites chaque année dans le parc, représentant une valeur supérieure à 28 millions de dollars, tandis qu'environ 30 000 personnes vivent illégalement dans cette région.

## Régulation
Les États de Côte d'Ivoire et du Ghana ont fondé ensemble une association du cacao, Initiative Cacao Côte d'Ivoire – Ghana, communément surnommé Copec.
En juin 2020, la Cour d'appel des États-Unis pour le premier circuit a rendu une décision unanime affirmant que les lois sur l'étiquetage des produits des États ne contraignaient pas Nestlé, Mars Inc. ou Hershey Company à indiquer sur les emballages de chocolat si les ingrédients utilisés avaient été obtenus par le travail forcé des enfants.
Pour la campagne 2022-2023, la Côte d'Ivoire donne l'autorisation à 102 entreprises et coopératives d'exporter du cacao et du café. Parmi elles, on compte 52 entreprises d'exportation, 41 coopératives et neuf entreprises de broyage. Cette autorisation est délivrée par le Conseil Café-Cacao (CCC), l'organisme chargé de la régulation du secteur.
Le prix bord champ du cacao est fixé à 1800 Franc cfa par kg pour la campagne 2024-2025,. Le prix est fixé par les autorités ivoiriennes,.